# Jancso Dimitrov
Jancso Dimitrov, bolgárul: Янчо Димитров (Dimitrovgrad, 1943. március 11. – 1992. december 4.) olimpiai ezüstérmes bolgár labdarúgó, csatár.

## Pályafutása

### Klubcsapatban
1960–61-ben a Dimitrovgrad, 1961 és 1968 között a Beroe, 1968 és 1972 között a Szlavija Szofija labdarúgója volt.

### A válogatottban
1965 és 1968 között tíz alkalommal szerepelt a bolgár válogatottban és három gólt szerzett. Részt vett az 1968-as mexikóvárosi olimpián, ahol ezüstérmet szerzett csapattal.

## Sikerei, díjai
Bulgária
- Olimpiai játékok
  - ezüstérmes: 1968, Mexikóváros

## Statisztika

### Mérkőzései a bolgár válogatottban
| Bulgária | Bulgária          | Bulgária                           | Bulgária      | Bulgária | Bulgária    | Bulgária             | Bulgária | Bulgária    |
| #        | Dátum             | Helyszín                           | Hazai         | Eredmény | Vendég      | Kiírás               | Gólok    | Esemény     |
| -------- | ----------------- | ---------------------------------- | ------------- | -------- | ----------- | -------------------- | -------- | ----------- |
| 1.       | 1965. május 9.    | Szófia, Szlavija stadion           | Bulgária      | 4 – 1    | Törökország | barátságos           | -        | 66'         |
| 2.       | 1965. május 16.   | Krakkó, Wisla Stadion              | Lengyelország | 1 – 1    | Bulgária    | barátságos           | -        | 75'         |
| 3.       | 1966. február 25. | Kairó, Kairói Nemzetközi Stadion   | Egyiptom      | 2 – 2    | Bulgária    | barátságos           | -        | lecserélve  |
| 4.       | 1966. november 6. | Szófia, Levszki stadion            | Bulgária      | 6 – 1    | Jugoszlávia | barátságos           | 2        | 65' 78' 79' |
| 5.       | 1967. március 22. | Tirana, Qemal Stafa Stadion        | Albánia       | 2 – 0    | Bulgária    | barátságos           | -        |             |
| 6.       | 1968. április 10. | Sztara Zagora, Beroe Stadion       | Bulgária      | 4 – 1    | NDK         | olimpiai selejtező   | 1        | 9' 38'      |
| 7.       | 1968. április 24. | Lipcse, Zentralstadion             | NDK           | 3 – 2    | Bulgária    | olimpiai selejtező   | -        |             |
| 8.       | 1968. október 16. | Guadalajara, Estadio Jalisco (MEX) | Csehszlovákia | 2 – 2    | Bulgária    | olimpiai D csoport   | -        | 46'         |
| 9.       | 1968. október 20. | León, Estadio León (MEX)           | Bulgária      | 1 – 1    | Izrael      | olimpiai negyeddöntő | -        |             |
| 10.      | 1968. október 23. | Guadalajara, Estadio Jalisco       | Mexikó        | 2 – 3    | Bulgária    | olimpiai elődöntő    | -        | 60'         |
|          | Összesen          |                                    |               | 10       | mérkőzés    |                      | 3        | gól         |